# Ma'ale Rehav'am
Ma'ale Rehav'am,  en hébreu : מַעֲלֶה רְחַבְעָם, est un avant-poste israélien, situé entre le désert de Judée et les monts de Judée en Cisjordanie occupée. Administrativement, il fait partie du conseil régional de Goush Etzion, dans le district de Judée et Samarie et rattaché à la colonie Nokdim (en). 

## Histoire
L'avant-poste est fondé en 2001, avec l'aide d'Amana, à la suite de l'assassinat de Rehavam Zeevi, un fervent défenseur des colonies dans les Territoires occupés. Ma'ale Rehav'am a été construit sur les terres revendiquées par la colonie de Nokdim, situées à l'intérieur d'une zone désignée comme réserve naturelle.
Le 16 mai 2006, le journal Ma'ariv publie un article affirmant que Ma'ale Rehav'am avait été construit sur des terres privées palestiniennes. Les résidents déposent plainte pour diffamation et le tribunal de Jérusalem ordonne, le 25 juin 2009, que Maariv publie une infirmation et indemnise les résidents.
Le 13 février 2013, six ou neuf des maisons de Ma'ale Rehav'am, selon les sources, sont démolies avant que la Cour suprême d'Israël n'émette une injonction temporaire interdisant à l' administration civile israélienne de démolir des maisons de l'avant-poste. Dans les émeutes qui ont suivi la démolition, plusieurs manifestants sont arrêtés,. Le lendemain, l'ancien cimetière musulman de Mamilla (en), dans Jérusalem Ouest, est vandalisé en représailles aux démolitions de  Ma'ale Rehav'am. En mai 2014, le gouvernement israélien décide d'évacuer dix bâtiments dans la colonie tout en accordant une autorisation pour le reste des bâtiments de l'avant-poste.

## Situation juridique
En application de la IVe Convention de Genève dans les Territoires palestiniens, la communauté internationale, considère comme illégales, les colonies israéliennes de Cisjordanie, au regard du droit international mais le gouvernement israélien conteste ce point de vue.

## Source de la traduction
- (en) Cet article est partiellement ou en totalité issu de l’article de Wikipédia en anglais intitulé « Ma'ale Rehav'am » (voir la liste des auteurs).